# Славянска религия
Славянската религия е езическа религия. Тя наследила древната система от вярвания на праиндоевропейците и съхранила множество сходства с другите индоевропейски религии. В този смисъл, характерни нейни черти са политеизъм, примотеизъм, пантеизъм, антропоморфност на божествата и високо ниво на персонификация, вяра в задгробен живот, култ към мъртвите, култ към прадедите, фетишизъм, дуализъм.
Твърде малко са запазените исторически свидетелства за характера на славянската религия. Повечето от известните днес източници са съставени от християнски мисионери по време на покръстванията на славянските народи, поради което достоверността на сведенията е под съмнение. Сред най-известните свидетелства са „Chronicon Slavorum“ на средновековния хронист Хелмолд, „Gesta Danorum“ от Саксон Граматик, „Mater Verborum“, „Житие на св. Георги Агиорит“ от 11 век и др. Освен тях съществуват и други – например руските „Слово за похода на Игор“. Освен това, има някои спорни извори на славянската митология – например „Велесова книга“ или „Веда Словена“.

## Пантеон
Няма твърдо установен и централизиран славянски пантеон. Причина за това е големият брой славянски племена, които били пръснати на огромна територия и сравнително изолирани. Така всяко племе почитало определени божества, които били тясно свързани с бита и духовната му култура. Въпреки това могат да бъдат посочени близо тридесет божества, които са били широко разпространени и най-вероятно са били общи за всички – например Перун.
Перун е бог на бурите, гръмотевиците и светкавиците, както и като покровител на княз и военни отряди.
Характерно за западнославянските богове е, че те са многолики. Божествата са имали различни въплъщения и проявления, поради което често били изобразявани с няколко лица или глави. Така например бог Поревит имал 5 различни лица, бог Световит – 4, а Руевит – 7.
Опит да бъде установен „официален“ славянски пантеон прави киевският княз Владимир I в периода 980–88 г. Той издига край двореца си в Киев идоли на 6-те главни божества – Перун, Хърс, Даждбог, Стрибог, Симаргал и Мокош.

## Митични същества
С това универсално понятие в славянското езичество се наричат всички духове, приказни образи и т.нар. вещи люде – жреци, вещици, магьосници, знахари и пр.

## Религиозна организация
Поради разпокъсаността си и липсата на надплеменни обществени структури, до късно славяните нямали стриктно обособена религиозна организация. От дълбока древност всяка родова община (задруга) поддържала свое светилище, в което по време на празници служели родовите старейшини. След 6 – 7 век, това започнало да се променя. Появили се големи славянски селища, където били издигани храмове на различни божества и където служели славянски жреци, наричани влъхви. В средновековния славянски град Аркона, на остров Рюген (Руян), например, имало огромен храм на бог Световит, където служело цяло братство жреци. Подобен храм имало и в града Ретра. В средновековния Стетин (дн. Шчечин) имало храм на бог Сварожич, а във Волгаст – на бог Жаровит. Археологически останки от славянски храмове и светилища има открити на десетки места по територията на съвременните държави Русия, Украйна, Беларус, Полша, Чехия, Германия, Словакия, Сърбия и България.

## Календар
Както при всички уседнали земеделски индоевропейски народи, така и у славяните календарът се изгражда според Слънцето – съобразно неговото движение спрямо Земята, неговите фази и цикли. Основни ориентири са равноденствията – пролетно (21 март) и есенно (23 септември), и слънцестоянията – лятно (22 юни) и зимно (22 декември). Във връзка с тези четири основни слънчеви фази, сред славяните е битувало и възприемането на слънцето като сложно многолико божество с четири превъплъщения.
Славянският календар е цикличен, за разлика от съвременния линеен календар. От значение е сезонът, годишният период, а не годината, което придава и цикличния, кръговия му характер – сезоните се редуват в непрекъснат сезонен цикъл. Един и същ сезон, една и съща дата настъпват отново и отново през определено време, никога не остават в миналото. В съответствие с това и славянският календар няма начало или край, никой месец не е пръв или последен. Единствено могат да се обособят четири годишни времена, в зависимост от които варират и начините на живот, работата и свещенодействията на хората. В по-старо време годишните периоди били само два – седеммесечен земеделски сезон (лято) и петмесечен неземеделски сезон (зима).

## Погребения
Древните славяни практикували трупоизгаряне. Те вярвали в задгробен живот и погребалните им обичаи били обусловени от този факт. Когато умирал човек, близките му го измивали и обличали в чисто бяла дреха (символ на смъртта), след което го оплаквали. Целта на оплакването била да се убеди душата на мъртвия колко обичан е бил той и да помага на живите си роднини.
Трупът бил изгарян на клада, наричана на старославянски крада. Вярвало се, че изгарянето на тялото освобождава душата и тя се превръща в навъ (дух), за да бъде допусната до Долната земя. Ако не станело това, душата започвала да се лута из света на живите Яв и поради страданията си се превръщала в зъл дух – вампир, мора, явина и пр.
След трупоизгарянето, погребвали праха в земята, заедно с лични предмети, съдове и храна, за да бъдат ползвани от мъртвия в отвъдното. Считало се, че в определени дни от годината душите на мъртвите биват пускани от Долната земя и се появяват там, където е заровен прахът им. Затова гробът имал значение и живите го обозначавали и помнели. В определени дни (задушници) носели на гроба храна и говорели на мъртвия, вярвайки че душата му е наоколо.
При погребения на влиятелни хора, край гроба се организирали погребални фестивали. Първата част била т.нар. тризна – военни състезания, вероятно включващи борби, въоръжени двубои, надстрелване с лък и конни надбягвания. Втората част от фестивала била т.нар. страва – пиршество в чест на умрелия. Край трапезата било определяно място за мъртвия и му се оставяла храна, все едно присъства и той.